# Il re pastore (Bonno)
Il re pastore és una òpera en tres actes composta per Giuseppe Bonno sobre un llibret italià de Gianambrogio Migliavacca. S'estrenà al Teatre dels jardins imperials de Schönbrunn de Viena el 27 d'octubre de 1751.
Possiblement s'estrenà a Catalunya el 1753 al Teatre de la Santa Creu de Barcelona.
El compositor portuguès Luciano Xavier Santos (1734-1808), també va escriure una òpera amb el mateix nom el 1793.